# Maha
Maha (in alfabeto arabo: مها) è un nome proprio di persona arabo femminile.

## Origine e diffusione

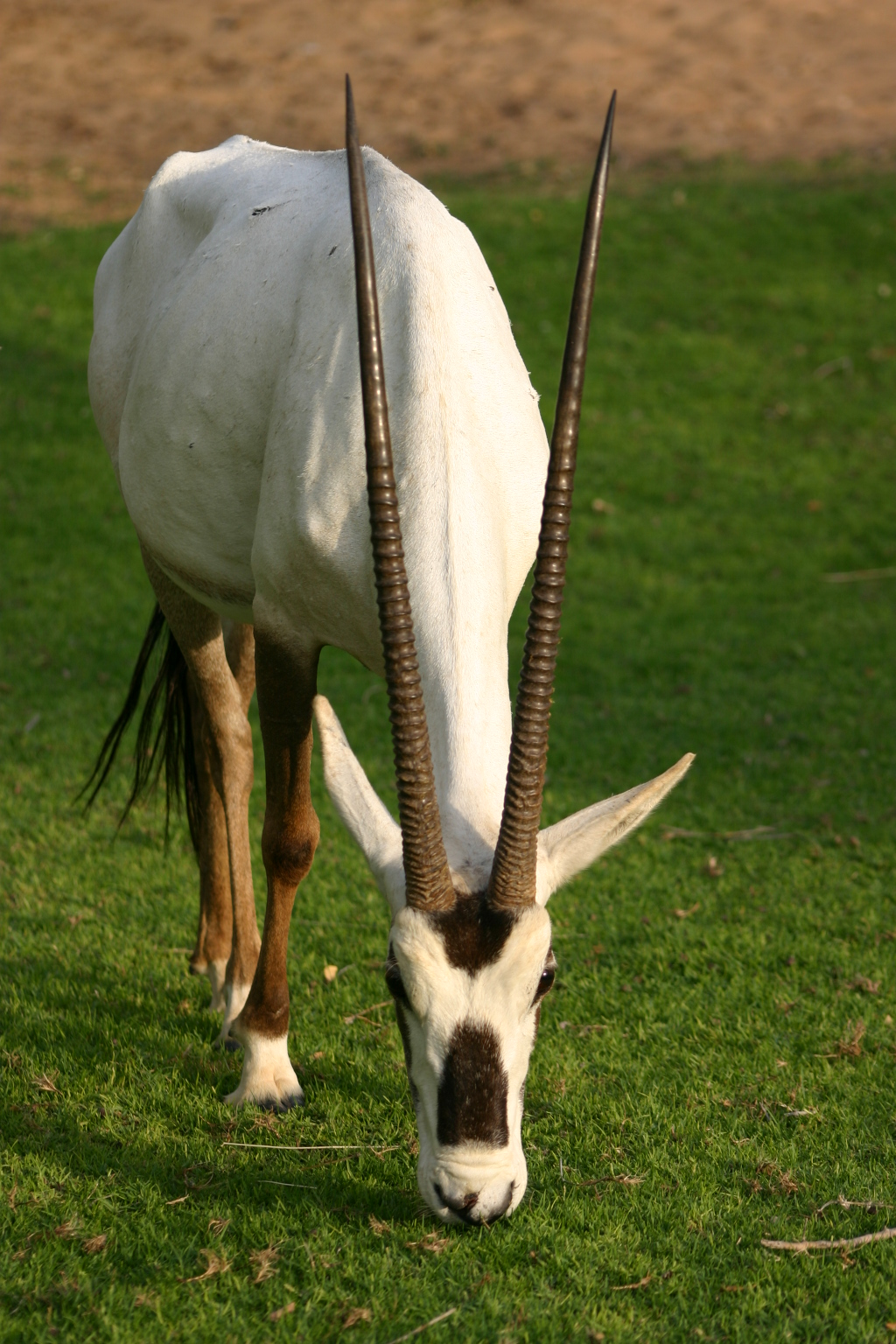
Un orice d'Arabia nella Dubai Desert Conservation Reserve, nell'Emirato di Dubai

Riprende il termine arabo mahā, che indice l'orice d'Arabia, oppure un tipo di mucca selvatica, animale che nella cultura islamica rappresenta la bellezza. In particolare, nella poesia araba viene celebrato l'aspetto degli occhi di questi animali, quindi a volte il significato del nome viene interpretato proprio come "begli occhi".

## Persone
- Maha Amer, tuffatrice egiziana
- Maha Chelly, cestista tunisina
- Maha Gouda, tuffatrice egiziana
- Maha Maamoun, artista statunitense